# 937 Bethgea
937 Bethgea eller 1920 HO är en asteroid i huvudbältet, som upptäcktes den 12 september 1920 av den tyske astronomen Karl Wilhelm Reinmuth i Heidelberg. Den är uppkallad efter den tyske poeten Hans Bethge.
Asteroiden har en diameter på ungefär 11 kilometer och den tillhör asteroidgruppen Flora.